# (100811) 1998 FB120
(100811) 1998 FB120 es un asteroide perteneciente al cinturón de asteroides, región del sistema solar que se encuentra entre las órbitas de Marte y Júpiter, descubierto el 20 de marzo de 1998 por el equipo del Lincoln Near-Earth Asteroid Research desde el Laboratorio Lincoln, Socorro, Nuevo México, Estados Unidos.

## Designación y nombre
Designado provisionalmente como 1998 FB120. 

## Características orbitales
1998 FB120 está situado a una distancia media del Sol de 2,313 ua, pudiendo alejarse hasta 2,703 ua y acercarse hasta 1,923 ua. Su excentricidad es 0,168 y la inclinación orbital 2,580 grados. Emplea 1285,29 días en completar una órbita alrededor del Sol.

## Características físicas
La magnitud absoluta de 1998 FB120 es 16,3. 